# Římskokatolická farnost Rýnovice
Římskokatolická farnost Rýnovice (lat. Reinovicium) je církevní správní jednotka sdružující římské katolíky na území městské části Rýnovice a v jejím okolí. Organizačně spadá do libereckého vikariátu, který je jedním z 10 vikariátů litoměřické diecéze. Centrem farnosti je kostel Seslání Ducha svatého v Rýnovicích.

## Historie farnosti
Matriky jsou v místě vedeny od roku 1724. Od roku 1786 zde byla ustanovena lokálie. Kanonicky byla farnost zřízena od roku 1852.

### Duchovní správcové vedoucí farnost
Začátek působnosti jmenovaného v duchovní správě farnosti od roku:
- 1787   cap. loc. Car. Trenkler, † 11. 10. 1805
- 1788   cap. loc. Joann. Knirsch
- 1800   cap. loc. Car. Felgenhauer
- 1802   cap. loc. Nicol. Mertz, † 22. 12. 1804
- 1805   cap. loc. Placidus Weis, † 10. 8. 1809
- 1809   cap. loc. Josef Fischer, † 16. 9. 1818
- 1819   cap. loc. vacat
- 1820   cap. loc. Josef Ulbrich, n. 19. 3. 1783 Zwickau, o. 30. 8. 1806, † 13. 4. 1848
- 1849   cap. loc. Josef Heinrich, n. 30. 6. 1809 Drum, o. 28. 9. 1832
- 1852   proto-par. (1. farář) Josef Heinrich, n. 30. 6. 1809 Drum, o. 28. 9. 1832, † 4. 5. 1890
- 1883   par. vacat, admin. interc. Anton Kühn
- 1883   Anton Kühn, n. 27. 10. 1843 Wartenberg, o. 15. 7. 1867, †  18. 6. 1891
- 1891   Otto V. Pitra, n. 22. 12. 1858 Benešov, o. 24. 8. 1882, † 21. 9. 1893
- 1893   par. vacat, admin. interc. Josef Mannsfeld
- 1894   Franz Vogl, n. 10. 10. 1860. Einsiedel, o. 17. 5. 1885, † 25. 5. 1959
- 1910   August Janiczek, n. 20. 5. 1874 Trzebautitz, o. 9. 7. 1899
- 1913   par. vacat, admin. interc. Anton Friese
- 1914   Anton Friese, n. 17. 10. 1874 Fugau, o. 9. 7. 1899, † 3. 3. 1926
- 1915   Anton. Jos. Libisch, n. 8. 11. 1871 Warnsdorf, o. 7. 7. 1895
- 1. 8. 1929  Ludwig Melzer, n. 4. 11. 1894 Seestadtl, o. 13. 7. 1919, † 27. 3. 1977
- 30. 9. 1946 Josef Němeček
- 1. 9.  1947  Karel Máj
- 20. 3. 1951   Ludvík Kubička
- 27. 1. 1956   František Boráň
- 1. 11. 1956   Stanislav Havlas
- 1. 3.  1957   Oldřich Hodač
- 1. 2.  1990    Jiří Šolc
- 1. 7.  1990    Leopold Paseka
- 1. 10. 1990   Antonín Bratršovský admin. exc. z Jablonce nad Nisou
- 1. 4.  1994   Jiří Veit
- 1. 9.  1995   Antonín Bratršovský, admin. exc. z Jablonce nad Nisou
- 17. 5. 2006  Antonín Sedlák
- 1. 8.  2006  Oldřich Kolář, admin. exc. z Jablonce nad Nisou
- 1. 9. 2021 Štěpán Smolen, admin. exc. z Jablonce nad Nisou[3]

Kromě kněží stojících v čele farnosti, působili ve farnosti v průběhu její historie i jiní kněží. Většinou pracovali jako farní vikáři, kaplani, katecheté, výpomocní duchovní aj.

## Území farnosti
Do farnosti náleží území obce:
- Hraničná (Grenzendorf[2])[p 2]
- Lukášov (Luxdorf)[p 2]
- Rýnovice (Reinowitz)[p 2]

## Římskokatolické sakrální stavby na území farnosti
| Fotografie | Stavba                       | Místo    | Bohoslužby                      | Zeměpisné souřadnice           | Status       | Číslo kulturní památky         |        |
| Kostel | Kostel                       | Kostel   | Kostel                          | Kostel                         | Kostel       | Kostel                         | Kostel |
| --- | ---------------------------- | -------- | ------------------------------- | ------------------------------ | ------------ | ------------------------------ | ------ |
| | Kostel Seslání Ducha svatého | Rýnovice | bližší informace o bohoslužbách | 50°44′43″ s. š., 15°9′3″ v. d. | farní kostel | 14511/5-37 (Pk•MIS•Sez•Obr•WD) |        |
| Některé drobné sakrální stavby a pamětihodnosti lze dohledat zde v databázi Drobné sakrální památky Zaniklé sakrální stavby lze dohledat zde v databázi Poškozené a zničené kostely, kaple a synagogy v České republice |                              |          |                                 |                                |              |                                |        |

Ve farnosti se mohou nacházet i další drobné sakrální stavby, místa římskokatolického kultu a pamětihodnosti, které neobsahuje tato tabulka.

## Příslušnost k farnímu obvodu
Z důvodu efektivity duchovní správy byl vytvořen farní obvod (kolatura) farnosti – děkanství Jablonec nad Nisou, jehož součástí je i farnost Rýnovice, která je tak spravována excurrendo. Přehled těchto kolatur je v tabulce farních obvodů libereckého vikariátu.